# دنیس تونز
دنیس تونز (انگلیسی: Denyse Tontz؛ زادهٔ ۱۷ سپتامبر ۱۹۹۴) بازیگر، خواننده و ترانه‌سرا اهل ایالات متحده آمریکا است.